# Roman Dziemieszkiewicz
Roman Dziemieszkiewicz pseudonim „Adam”, „Pogoda” (ur. 1918 w Zambrowie, zm. 30 października 1945 w Ciechanowie) – polski żołnierz podziemia niepodległościowego w czasie II wojny światowej i powojennego podziemia antykomunistycznego, żołnierz wyklęty.

## Życiorys
Przyszedł na świat jako syn żołnierza Białej Armii Adama Dziemieszkiewicza. W okresie okupacji niemieckiej był między innymi komendantem Powiatu Ostrołęka Narodowych Sił Zbrojnych. W nocy z 1 na 2 maja 1945 roku, dowodził akcją rozbicia aresztu Powiatowego Urzędu Bezpieczeństwa Publicznego w Krasnosielcu, kiedy to dowodzony przez niego oddział w sile około 60. żołnierzy uwolnił, 42. działaczy AK i NSZ. W wyniku akcji zginęło 7. funkcjonariuszy UB i jeden z żołnierzy NSZ, Julian Pszczółkowski ps. „Myśliwiec”. Z uwolnionych więźniów, Dziemieszkiewicz sformował oddział partyzancki, którego był dowódcą. Był komendantem Powiatu Ciechanów Narodowych Sił Zbrojnych. Został zamordowany przez żołnierzy Armii Czerwonej jesienią 1945 roku, w pobliżu dworca kolejowego w Ciechanowie. Roman Dziemieszkiewicz pochowany został na cmentarzu parafialnym, przy ul. Płońskiej w Ciechanowie. Jego bratem i podkomendnym był Mieczysław Dziemieszkiewicz ps. „Rój”. Miał też brata Jerzego ps. „Żbik” (najmłodszy z trzech braci Dziemieszkiewiczów).
W filmie pt. Historia Roja, czyli w ziemi lepiej słychać w reżyserii Jerzego Zalewskiego, w rolę Romana Dziemieszkiewicza wcielił się Marcin Kwaśny.
23 października 2021 roku porucznik Roman Dziemieszkiewicz został patronem dworca kolejowego w Ciechanowie. Dokonano również odsłonięcia poświęconej mu pamiątkowej tablicy.